# キース・コナーズ
カルメン・キース・コナーズ (Carmen Keith Conners、1933年5月20日 – 2017年7月5日）は、アメリカ合衆国の心理学者で、注意欠陥・多動性障害(ADHD) のための初の診断基準を確立し、またその治療研究の父としてよく知られている。中期まではADHDの認知度の向上に取り組んだ。晩年はその診断名が軽く使われるようになったことを懸念していた。
1933年3月20日、ユタ州ビンガム・キャニオンにて、機械工のマイケルと母メールとの間に生まれた3人の子供の1人である。教室では常にトップの賢さで、チェスの才能も見せた。家族はマイケルの転勤にあわせてよく転居しており、最終的にソルトレイクシティに居つくとキースはここで高校に進学したが卒業を待たずして、15歳でシカゴ大学に早期入学し20歳で卒業した。オックスフォード大学クイーンズ・カレッジで、哲学、心理学、生理学の最初の修士号（おそらく複数修士の最初の制度化）を取得し、1960年にハーバード大学で臨床心理学の博士号を取得した。
ジョンソン・ホプキンス大学の教授となり、児童心理学者のレオン・アイゼンバーグが重度の過活動と衝動性のある児童に対して、デキストロアンフェタミン（アンフェタミンのD体）を用いた初のランダム化臨床試験を依頼したが、コーナーズはより新しい薬であるメチルフェニデートを用いた先駆的な研究を行い、肯定的な結果を得た。1963年のアメリカ精神医学会にて、メチルフェニデートによる研究を発表する。1960年代末までには症状を評価するための尺度を開発し、これは標準的な評価尺度となり、そして後の診断マニュアルへの掲載につながることになる。それはコーナーズ評価尺度と呼ばれる39項目からなる質問票であり、後に10項目に縮小された。
『注意障害雑誌』 (The Journal of Attention Disorders) を創設した。1970年に米国神経精神薬理学会 (ACNP) の名誉会員に選ばれた。
1990年代半ばに開始された、ADHDへの治療の多様性を研究する画期的なMTA研究の主任研究者の1人となり、治療研究において重要な役割を果たした。1年目時点では薬物療法が最も効果的であったが、2年目には投薬の利益は突出していないことが判明した。この研究は2014年まで実施され、継続して薬物療法と行動療法を比較した。診断や治療効果の評価を支援するための評価尺度 Conners Parent and Teacher Rating Scales を開発し、世界中で使用されるようになった。治療を行っていた活発な臨床医でもあった。
晩年になるとADHDの診断の適用のされ方に懸念を抱いていた。彼が想定していた児童のADHDの真の有病率2-3%を大きく上回り、アメリカの子供の11%が、18歳までに15%がADHDと診断された状況となっていた。製薬企業による活発なマーケティング、軽率な医師、心配性な親、教室の混乱によって、過剰診断と過剰処方が起きているとみなしていた。精神刺激薬による治療を必要とするのは重症者のみである。成人ADHDの診断と処方も軽率に広がりも懸念していた。キースは、ニューヨークタイムズの記者が著した『ADHD合衆国』（未邦訳、ADHD Nation、2016年）に、考えの掲載を許可し、企業利益によって診断に歪みが生じており、学校における覚醒剤乱用の蔓延につながっていると。
2017年7月5日、ノースカロライナ州ダーラムにて、心不全で死亡した。84歳であった。